# تپه توده بین
تپه توده بین مربوط به دوران‌های تاریخی پس از اسلام است و در شهرستان قزوین، روستای توده واقع شده و این اثر در تاریخ ۱۹ مرداد ۱۳۷۹ با شمارهٔ ثبت ۲۷۷۷ به‌عنوان یکی از آثار ملی ایران به ثبت رسیده است.